# Esporte Clube Vila São Luiz
Esporte Clube Vila São Luiz é uma agremiação esportiva da cidade de Duque de Caxias, no estado do Rio de Janeiro, fundada a 1 de janeiro de 1941. Atualmente disputa competições amadoras.

## História
Tradicionalíssima agremiação de Duque de Caxias, o Esporte Clube Vila São Luiz nasceu no dia 1º de janeiro de 1941. A equipe mandava os seus jogos no Estádio Municipal Telê Santana (antigo Maracanãzinho), no centro da cidade. O seu antigo campo deu lugar a atual Praça da Apoteose, no bairro Vila São Luiz, nas margens da Rodovia Washington Luiz (BR-040).
Um dos maiores feitos do Vila São Luiz foi o tricampeonato caxiense (1952/53/54). O curioso foi que, em virtude da sequência de títulos do Vila, os campeonatos de 1955 e 1956 não foram realizados. Os clubes que disputavam o certame naquela época alegaram que o clube vermelho e branco era favorecido pelos árbitros locais. Desta forma, abriram mão da competição municipal. O Campeonato Caxiense voltou em 1957, com o Esporte Clube Gramacho sendo o vencedor. O Vila São Luiz voltou a conquistar o campeonato citadino em 1959.
Após disputar durante alguns anos o campeonato amador da liga local, o Vila São Luiz, das cores vermelho e branco, decidiu enveredar no profissionalismo do Campeonato Estadual da Terceira Divisão em 1994, ficando na modesta quinta colocação, entre sete participantes. Foi superado por Cardoso Moreira Futebol Clube, Jacarepaguá Futebol Clube, União Atlético Clube e Cosmos Social Clube, superando União de Marechal Hermes Futebol Clube e Bela Vista Futebol Clube, que completaram a classificação.

## Estatísticas

### Participações
| Competição | Temporadas | Melhor campanha    | Estreia | Última | P | R |
| ---------- | ---------- | ------------------ | ------- | ------ | - | - |
| Série C    | 1          | 5º colocado (1994) | 1994    | 1994   | – |   |